# Ренвилл (город, Миннесота)
Ре́нвилл (англ. Renville) — город в округе Ренвилл, штат Миннесота, США. На площади 3,6 км² (3,6 км² — суша, водоёмов нет), согласно переписи 2002 года, проживают 1323 человека. Плотность населения составляет 366,4 чел./км².
- Телефонный код города — 320
- Почтовый индекс — 56284
- FIPS-код города — 27-53890[1]
- GNIS-идентификатор — 0649934[2]